# Занги-Ата
Зенги Ата (Занги Ота) (XII век — 1258) (узб. Zangi Ota, имел прозвище Занги-черный (араб), настоящее имя Ай Ходжа (Ойхўжа) ибн Тадж Ходжа ибн Мансур, полное имя Хазрат Ай Ходжа ибн Тадж Ходжа) — исламский святой (авлия), старец (пир), богослов, распространитель ислама в Средней Азии, один из последователей крупного теоретика и шейха учения Ходжа Ахмеда Ясави.

## Биография
Зенги Ата (Занги Ота) родился в начале XII века, считается потомком Хазрата Арслан Бобо (Арыстан-Баба). Сведения о родословном древе (шежере) сохранены в таких источниках, как «Тарих-и аминийа» Мулла Мусы Сайрами, «Манокиби Сайид Ота», «Тухфатул-зоъирин» Насир ад-дин ибн амир Музаффара, «Ламахот» Хазрета Азизона Олим Шейха и «Самария». Он принадлежал к арабской знати и имел темную кожу («занги»-темнокожий (араб)) . Занги-Ата родился в семье потомков Хазрата Арслан бобо (Арыстан баба), был пятым мюридом суфия шейха Ахмада Яссави, которого называют духовным предком всех Тюркских племен. В числе его учителей был его отец — Тадж Ходжа ибн Мансур и любимый ученик Яссави — Хаким-Ата Сулейман Бакыргани . Приобретя суфийские знания и получив благословение от Хакима-Ата, Занги-Ата возвратился в Шашскую область и начал свой путь шейха-проповедника. Предания называют Хазрата Арслан Бобо (Арыстан-Баба) учителем и духовным наставником Ходжи Ахмеда Ясави. Именно Ясави Хазарт Арслан-Бобо, умирая, передал аманат, заключавшийся в косточке хурмы. По легенде, Арыслан-Баб был сподвижником (Сахаба) пророка Мухаммада. Однажды пророк Мухаммад и его сподвижники сидели и ели хурму. Один из плодов все время выпадал из блюда, и пророк услышал откровение: «Эта хурма предназначена для мусульманина Ахмеда, который родится на 400 лет позже Вас». Пророк спросил у своих сподвижников, кто передаст эту хурму будущему хозяину. Никто не вызвался. Пророк повторил свой вопрос, и тогда Арыстан-Баб ответил: «Если Вы у Аллаха выпросите 400 лет жизни, то я передам хурму».
Согласно народным преданием и письменным источникам («Рисолаи Сарем-Исфижоб» и книга Куприлозада), Арыстан-Баб через 400 лет стал наставником Ходжи Ахмеда Ясави и действительно передал ему косточку хурмы.
Шейх Занги-Ата умер в 1258 году. В окрестностях Ташкента у могилы святого Занги-Ата со временем вырос огромный мемориальный комплекс. Строительство Мавзолея Занги-Ата и его жены Амбар биби было начато по приказу Амира Тимура Тамерлан в девяностых годах 14-го столетия. Этот мавзолей находится в 15 км от города. В усыпальнице, построенной во времена Тамерлана, похоронен святой Шейх Ай-Ходжа (Занги Ота). Само здание было построено в XIII веке, а пристройки к нему и прочие архитектурные элементы возводились уже в XVII и XX веках. Этот ансамбль включает в себя три территории, а именно: большой сад, комплекс построек XIV—XIX вв.- это мечеть, медресе, минарет, а также мавзолей Амбар-биби. Амбар-биби была дочерью правителя Караханидского государства Ибрахима II Богра-хана хан (1130—1132, 1141—1156). Нисба Сулейман Бакыргани получена от названия основанного им поселения Бакырган в Хорезме. Основание поселения было связано с выполнением поручения Ахмеда Ясави, который для распространения ислама рассылал своих учеников в разные стороны света. Верблюд повёл Сулеймана «в сторону запада от города Хорезма» (Ургенча) и остановился в местности Бинава-Аркасы на заповедном лугу правителя Караханидского государства Ибрахима II Богра-хана. Хан обрадовался появлению ученика знаменитого Ахмеда Ясави, выдал за Сулеймана свою дочь Анбар-Ана (Ганбар, Амбар-Ана, Амбар-Биби, Анвар-Бегим), предоставил ему земли, одарил скотом и сам со многими приближёнными стал его мюридом. После смерти Сулеймана (Хаким Ата) его вдова вышла замуж за 5-го халифа тариката Ясавия Занги-Ату .
Святая Амбар-биби считалась покровительницей плодородия и материнства. Её надгробный камень, состоящий из двух призматических камней, положенных ступенями, инструктирован кусками майолики, взятой из купола мавзолея Занги-Ата. Первый надгробный камень принадлежал Амбар-биби, а второй Улуг Подшо, матери Хакима-Ата, последователя Ахмада Яссави.
Попасть в мемориальный комплекс Занги-Ата можно через дарвазахану, которая представлена в виде портально-купольных сооружений с башенками-гульдаста по углам. Дарваза небольшая по размерам, помещение внутри загорожено сводом «балхи». Чтобы попасть во второй двор нужно пройти аллею, которая заканчивается в дарвазахане. С южной стороны аллеи находится значительный хауз, а в юго-западной стороне есть мечеть типа намазгох. Портал мавзолея Занги-Ата смотрит в южный угол двора, его корпус находится на территории кладбища. Двор по периметру окружен худжрами. Во дворе два входа. В 1914-15 гг. перед мечетью построили своеобразный минарет-башня. С юга к архитектурному комплексу прилегает древнее кладбище. Рядом с южным входом пролегает озелененная тропинка, ведущая к мавзолею Амбар-биби.
Существует легенда про строительство мавзолея предку Занги -Аты — Арыстан-Бабу. Легенда гласит, что Тамерлан первоначально приказал построить в Туркестане мавзолей Ходже Ахмеду Ясави — исламскому проповеднику и духовному учителю Занги -Аты. Но возводимая стена мавзолея постоянна рассыпалась и стройка не двигалась. И тогда Тамерлану во сне явился Ходжа Ахмед Яссави и сказал, что сначала почести должны быть отданы его духовному учителю — Арыстан-Бабу. Тогда Тамерлан приказал отстроить мавзолей Арыстан-Бабу в Туркестане и только после этого был построен мавзолей Ходже Ахмаде Яссави в Туркестане.

С течением времени фигура Занги-Ата (Зенги-бабы) трансформировалась и слилась с доисламскими культами. Культ был распространен у большинства тюркских народов Средней Азии и Южной Сибири, а также у татар в Европейской части России, почитавшими под этим именем духа, покровителя скотоводов.